# Relation (album)
Pour les articles homonymes, voir Relation.
Albums de Globe
Love Again
(1998) Outernet
(2001)
Remix par Globe
First Reproducts
(1999)
Compilations par Globe
Cruise Record
(1999)
Singles
1. Wanna Be a Dreammaker
Sortie : 2 septembre 1998
2. Sa Yo Na Ra
Sortie : 23 septembre 1998
3. Sweet Heart
Sortie : 30 septembre 1998
4. Perfume of Love
Sortie : 7 octobre 1998

Relation est le quatrième album original du groupe Globe, sorti en 1998.

## Présentation
L'album, coécrit, composé et produit par Tetsuya Komuro, sort le 9 décembre 1998 au Japon sur le label Avex Globe de la compagnie Avex, huit mois seulement après le précédent album du groupe, Love Again. Il atteint la 1re place du classement des ventes de l'Oricon, et reste classé pendant 14 semaines. Il se vend à plus d'un million et demi d'exemplaires, et restera le quatrième album le plus vendu du groupe.
Il contient dix chansons, dont les chansons-titres des quatre singles parus depuis l'album précédent : Wanna Be a Dreammaker, Sa Yo Na Ra, Sweet Heart, Perfume of Love, tous sortis en l'espace d'un mois en septembre précédent dans le cadre d'une opération intitulée Brand New Globe 4 Singles ; ces chansons sont cependant remaniées sur l'album. Il contient aussi un titre instrumental éponyme.
L'album ne contient cependant pas la chanson-titre du single Winter Comes Around Again en distribution limitée, envoyé exclusivement aux acheteurs des quatre singles de la série grâce aux coupons d'achat figurant à l'intérieur de chacun d'eux ; la chanson de ce single spécial d'un seul titre restera inédite en album, mais une version remixée figurera sur la compilation du groupe 8 Years: Many Classic Moments de 2002.

## Liste des titres
Les paroles sont écrites par Marc (titres no 1, 2, 4, 8), Tetsuya Komuro & Marc (no 3, 5, 6, 10), Keiko (no 7 et 11) ; la musique est composée et arrangée par Komuro.
| CD    | CD                                                                        | CD    | CD | CD | CD | CD | CD | CD | CD |
| No    | Titre                                                                     | Durée |    |    |    |    |    |    |    |
| ----- | ------------------------------------------------------------------------- | ----- | -- | -- | -- | -- | -- | -- | -- |
| 1.    | Letting Out a Deep Breath (letting out a deep breath)                     | 5:33  |    |    |    |    |    |    |    |
| 2.    | Across the Street, Cross the Waters (across the street, cross the waters) | 6:26  |    |    |    |    |    |    |    |
| 3.    | Wanna Be a Dreammaker (wanna Be A Dreammaker ; 13e single)                | 6:32  |    |    |    |    |    |    |    |
| 4.    | Creamy Day (creamy day)                                                   | 4:43  |    |    |    |    |    |    |    |
| 5.    | Sa Yo Na Ra (14e single)                                                  | 5:21  |    |    |    |    |    |    |    |
| 6.    | Sweet Heart (sweet heart ; 15e single)                                    | 6:44  |    |    |    |    |    |    |    |
| 7.    | Like a Snowy Kiss (like a snowy kiss)                                     | 4:41  |    |    |    |    |    |    |    |
| 8.    | Calls From the Public (calls from the public)                             | 4:32  |    |    |    |    |    |    |    |
| 9.    | Relation (Instrumental)                                                   | 4:42  |    |    |    |    |    |    |    |
| 10.   | Perfume of Love (Perfume of love ; 16e single)                            | 6:26  |    |    |    |    |    |    |    |
| 11.   | Illusion (illusion)                                                       | 5:40  |    |    |    |    |    |    |    |
| 61:20 |                                                                           |       |    |    |    |    |    |    |    |

Note : les versions remaniées pour l'album des quatre chansons sorties en singles sont parfois sous-titrées "Album Version" (ou encore "Full Length Version" pour Sweet Heart) pour les distinguer de leurs versions originales parues en single (sous-titrées "Straight Run"), mais ces mentions ne figurent pas sur l'album.